# 莫伊马科
莫伊马科（義大利語：Moimacco），是意大利乌迪内省的一个市镇。总面积11.82平方公里，人口1648人，人口密度139.4人/平方公里（2009年）。ISTAT代码为030060。